# Actinostemma biglandulosum
Actinostemma biglandulosum är en gurkväxtart som beskrevs av William Botting Hemsley. Actinostemma biglandulosum ingår i släktet Actinostemma och familjen gurkväxter. Inga underarter finns listade i Catalogue of Life.